# Dystrykt Katete
Dystrykt Katete – dystrykt we wschodniej Zambii w Prowincji Wschodniej. W 2000 roku liczył 189 250 mieszkańców (z czego 49,75% stanowili mężczyźni) i obejmował 38 387 gospodarstw domowych. Siedzibą administracyjną dystryktu jest Katete.